# Alejandro Lozano Cárdenas
Alejandro Lozano Cárdenas (San Pedro de Rozados, 14 de febrero de 2005) es un futbolista español que juega como extremo izquierdo en el Sporting Atlético de la Segunda Federación.Es hijo del exfutbolista Raúl Lozano.

## Trayectoria
Nacido en San Pedro de Rozados, se forma en la U. D. Santa Marta y Sporting de Gijón.
Debuta con el filial el 9 de octubre de 2022 al partir como titular en una victoria por 4-0 frente al L'Entregu C. F. en la Tercera Federación, donde además anota el segundo gol de su equipo.Logra debutar con el primer equipo el 11 de agosto de 2023 al entrar como suplente en los minutos finales de una derrota por 2-0 frente al Real Valladolid en la Segunda División.

## Selección nacional
En abril de 2023 fue convocado por la Selección de fútbol sub-18 de España,debutando el 18 de abril en la goleada por 4-0 frente a Suiza.

## Clubes
Actualizado al último partido disputado el 11 de agosto de 2023.
| Club              | País   | Año       | Partidos | Goles |
| ----------------- | ------ | --------- | -------- | ----- |
| Sporting Atlético | España | 2022-act. | 35       | 11    |
| Sporting de Gijón | España | 2023-act. | 2        | 0     |